# Обчислювальна гідродинаміка
Обчи́слювальна гідрогазодина́міка (англ. computational fluid dynamics, CFD) — галузь гідромеханіки, яка використовує чисельний аналіз та структури даних для аналізу та вирішення проблем, пов'язаних з рухом рідин. Комп’ютери використовуються для виконання обчислень, необхідних для моделювання вільного потоку рідини та взаємодії рідини (рідин і газів) із поверхнями, визначеними граничними умовами. З використанням високошвидкісних суперкомп'ютерів, можуть розв'язуватись більші і складніші задачі. Сучасне програмне забезпечення забезпечує точність і швидкість моделювання складних сценаріїв із трансзвуковими або турбулентними потоками. Перша експериментальна перевірка такого програмного забезпечення здійснюється з використанням аеродинамічній трубі, остаточна перевірка проводиться при повномасштабних випробуваннях, наприклад, льотних випробуваннях.

## Передумови та історія

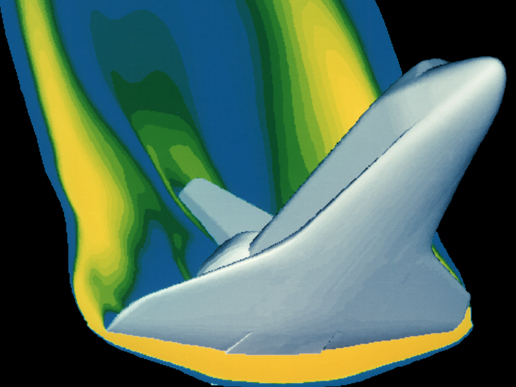
Комп'ютерне моделювання високошвидкісного потоку повітря навколо шаттла під час повернення.

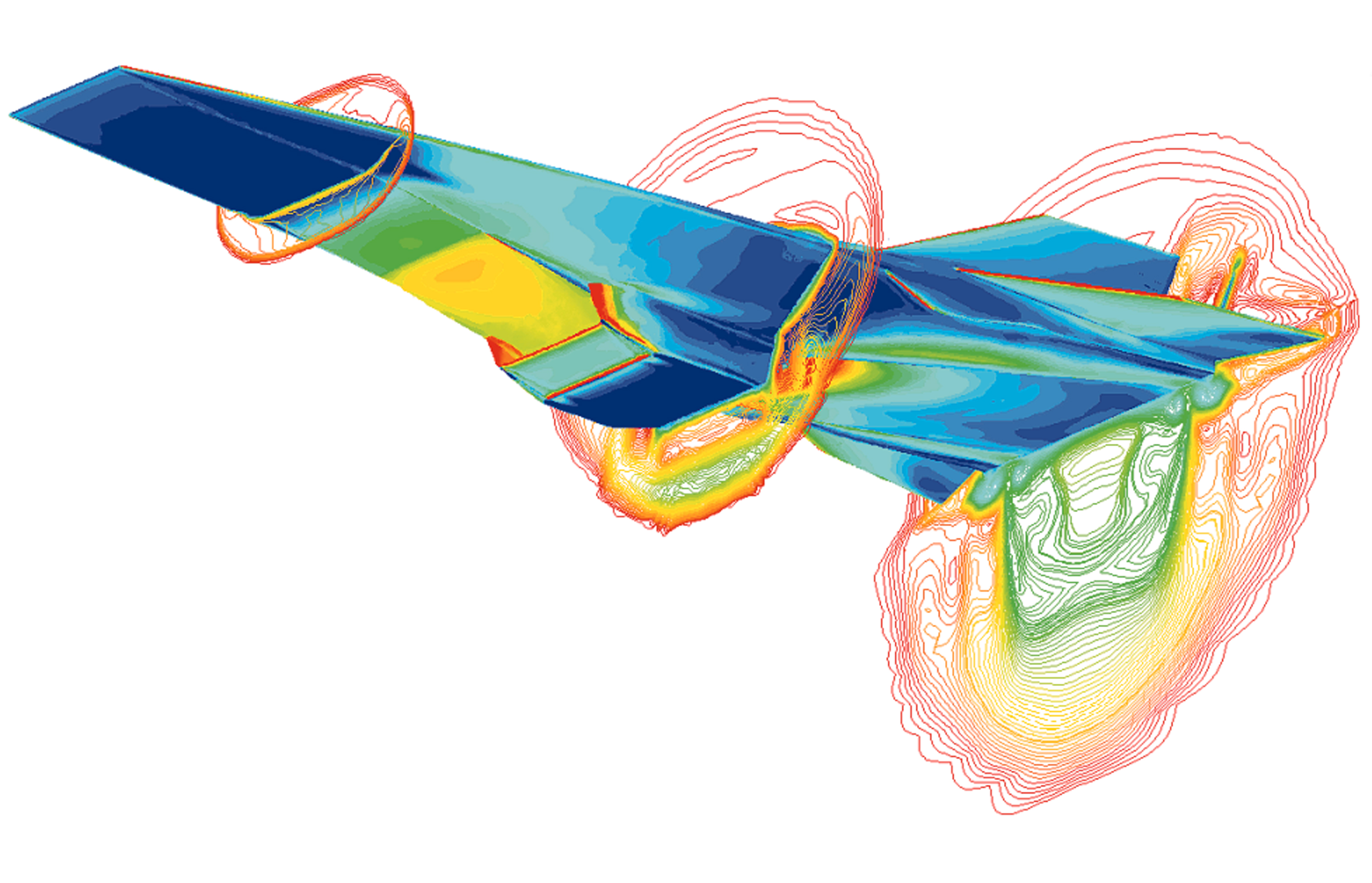
Моделювання польоту реактивного літака Hyper-X зі швидкістю 7 Махів

Фундаментальною основою для вирішення практично всіх задач обчислювальної гідродинаміки є рівняння Нав'є — Стокса, які визначають багато однофазних (газ або рідину, але не обидва) потоків рідини. Ці рівняння можна спростити, видаливши члени, що описують в'язкі дії, щоб отримати рівняння Ейлера. Подальше спрощення шляхом видалення членів, що описують завихреність, дає повні рівняння потенціалу. Нарешті, для малих збурень у дозвукових і надзвукових потоках (не трансзвукових або гіперзвукових) ці рівняння можна лінеаризувати, щоб отримати лінеаризовані рівняння потенціалу.
Історично, методи були вперше розроблені для вирішення лінеаризованих потенційних рівнянь. Двомірні (2D) методи, що використовують конформні перетворення потоку близько циліндра для обтікання аеродинамічного профілю, були розроблені в 1930-х роках.
Один з найбільш ранніх типів розрахунків, що нагадують сучасні ЦФО тими Льюїс Фрай Річардсон, в тому сенсі, що ці обчислення кінцевих різниць і розділив фізичного простору в клітини. Хоча вони не різко, ці розрахунки, разом з Річардсон в книжці "передбачення погоди за допомогою чисельного процесу", закладені основи для сучасних CFD і чисельної метеорології. Насправді, на початку ЦФО розрахунків протягом 1940-х років через ENIAC, використовувані методи, близькі до тих, Річардсон у 1922 році книгу.
Комп'ютер, доступний темп розвитку тривимірних методів. Напевно, перша робота з використанням комп'ютерів для моделювання потоку рідини, регульованого Нав'є-Стокса, була проведена в Лос-Аламоської Національної лабораторії, в Т3 групі. ця група, яку очолив Френсіс Х. Харлоу, який широко розглядається як один з піонерів ЦФО. З 1957 року і до кінця 1960-х років, ця група розробила ряд чисельних методів для моделювання перехідних двовимірних фільтраційних течій, таких як 
Частинок в комірках метод (Харлоу, 1957),
Рідини в осередках метод (Джентрі, Мартін і дали, 1966),
Завихреності потоку функція методу (Джейк Фромм, 1963),та
Маркер-і-клітинного методу (Харлоу і Уэлчем, 1965). Фромма завихреності потоку-функція метод 2D, перехідні, нестискувані течії першої обробки сильно кривлячи нестискуваних потоків у світі.
Перший документ з тривимірною моделлю був опублікований Джоном Гесс і М. А. О. Сміт з Douglas Aircraft Company в 1967 році. цей метод дискретизації поверхні в геометрії панелей, що послужили підставою до цього класу програм, званих групи методів. Їх спосіб сама була спрощена, в тому, що він не включає в себе підйом потоків і, отже, був в основному застосовується для корпусів кораблів і фюзеляжі літаків. Перший підйом панелі код (A230) був описаний у статті, написаній Павлом Rubbert і Гарі Saaris Боїнга літака в 1968 році. У той час, більш просунуті тривимірні панелі коди були розроблені Боїнг (ПАНАЇР A502), Локхід (Quadpan), Дуглас (Гесс), літак Макдоннелл (MACAERO), НАСА (PMARC) і аналітичних методів (WBAERO, USAERO і VSAERO). Деякі (ПАНАЇР, Гесс і MACAERO) були більш високого порядку коди, за допомогою більш високого порядку розподілу поверхневих особливостей, в той час як інші (Quadpan, PMARC, USAERO і VSAERO) використовується один сингулярностей на кожній поверхні панелі. Перевага нижчого порядку коди, що вони втекли набагато швидше на комп'ютерах того часу. Сьогодні, VSAERO перетворилася в мульти-послідовність кодів і найбільш широко використовувана програма з цього класу. Він був використаний в розвитку багатьох підводних човнів, надводних кораблів, автомобілів, вертольотів, літаків, і зовсім недавно вітрових турбін. Його сестра код, USAERO хиткий панель метод, який також використовується для моделювання таких речей, як високошвидкісні поїзди та гоночні яхти. НАСА PMARC код з ранньої версії VSAERO і похідне від PMARC, їм CMARC, також є у продажу.
У двовимірної області, ряд панелі коди були розроблені для аеродинамічного аналізу і проектування. Коди, як правило, мають прикордонного шару аналіз включав, так що в'язкі ефекти можуть бути змодельовані. Професор Річард Эпплера з Університету Штутгарта розробили профіль код, частково з НАСА фінансування, який став доступний на початку 1980-х років. незабаром після цього МІТ професор Mark Drela за XFOIL код. обидва профілю і XFOIL включити двомірну панель кодів, у поєднанні з пограничним шаром кодів для аналізу аеродинамічного профілю роботи. Профіль використовує конформных перетворень метод зворотного аеродинамічний дизайн, а XFOIL має конформное перетворення і зворотній панелі метод аеродинамічний дизайн.
An intermediate step between Panel Codes and Full Potential codes were codes that used the Transonic Small Disturbance equations. In particular, the three-dimensional WIBCO code, developed by Charlie Boppe of Grumman Aircraft in the early 1980s has seen heavy use.
У розробників вийшла в повній мірі кодів, як групи методів не могли вирахувати нелінійний потік, присутніх на трансзвукових швидкостях. Перший опис кошти, використовуючи весь потенціал рівнянь був опублікований Earll Мурман і Джуліан Коул Боїнга в 1970 році. Френсіс Бауер Павло Карапетян і Давид Корн з Інституту Куранта при Нью-Йоркському університеті (Нью написав серію двовимірних потенціал жеская коди, які широко застосовувалися, найважливішим з яких є по імені програми Н. подальший ріст програми год розроблений Боб Мельник і його група Груммана Аероспейс як Grumfoil. Ентоні Джеймсон, спочатку на Груммана літаків та Інституту Куранта нью-йоркського університету, працював з Девідом Кофі розвивати важливі тривимірний потенціал код FLO22 у 1975 році. Безліч потенційних коди з'явилися після цього, кульмінацією Боїнга Tranair (A633) код,, який як і раніше бачить інтенсивне використання.
Наступним кроком стало рівнянь Ейлера, який обіцяв надати більш точні рішення трансзвукових течій. Методологія, що використовується Jameson в його тривимірної FLO57 код (1981) був використаний іншим створювати такі програми, як "Локхід" команда програми і iai/аналітичні методи' MGAERO програми. MGAERO унікальність в тому, що структурований декартовій сітки код, в той час як більшість інших подібних кодів використовувати боді-встановлені сітки (за винятком НАСА досить успішною CART3D код, Локхід SPLITFLOW код і Джорджіїз NASCART-ГТ). Ентоні Джеймсон також розробили тривимірний літачок код, в якій використовуються неструктуровані тетраэдральные сітки.
У двовимірної області, Марк Drela і Майкл Джайлз, потім аспірантами Массачусетського технологічного інституту розробили МОСЕ Ейлера програми (насправді набір програм) для аеродинамічного проектування та аналізу. Цей код вперше стала доступна в 1986 році і отримала подальший розвиток, щоб розробляти, аналізувати і оптимізувати один або багатоелементних крыловых профілів, як ММП програми. МСЭС бачить широке застосування в усьому світі. Похідною ММП для побудови і аналізу профілів в каскаді, це МІЗЕСА,, розроблена Гарольдом "гуппі" Youngren в той час як він був аспірантом в массачусетському технологічному інституті.
Нав'є–Стокса є кінцевою метою розвитку. Двовимірні коди, такі як НАСА Еймса ARC2D коду вперше з'явилися. Ряд тривимірних кодів були розроблені (ARC3D, переповнення, CFL3D три успішних НАСА внесків), провідні в численні комерційні пакети.

## Методологія
У всіх цих підходах ті ж основні процедури.
- Під час попередньої обробки
  - У геометрії і фізичних меж проблема може бути визначена з використанням системи автоматизованого проектування (САПР). Звідти, дані можуть бути відповідним чином оброблений (очищених) і об'єм рідини (або рідини домен) витягується.
  - На обсяг займаної рідини розділений на окремі клітини (сітку). Сітка може бути рівномірним або нерівномірним, структурованих або неструктурованих, що складається з комбінації шестигранні, чотиригранні, призматичні, пірамідальні або багатогранних елементів.
  - Фізичне моделювання: визначається, наприклад, рівняння руху рідини + ентальпія + радіація + збереження видів
  - Визначено граничні умови. Це передбачає, що визначає поведінку рідини і властивості всіх поверхонь рідини домен. Для тимчасові проблеми, початкові умови також визначені.
- В моделювання і рівняння вирішуються ітераційно в сталих або перехідних.
- Нарешті постпроцесор використовується для аналізу і візуалізації отриманого розчину.

### Методи дискретизації
Стабільність обраної дискретизації зазвичай визначається чисельно, а не аналітично, як за допомогою простих лінійних задач. Особлива турбота повинна також бути проявлена, щоб гарантувати, що дискретність ручки розривних рішень витончено. В рівняння Ейлера і Нав'є–Стокса як визнати потрясінь і контактних поверхонь.

## Зовнішні посилання
- Курс: Введення в ЦФО [Архівовано 13 травня 2017 у Wayback Machine.] – Дмитро Кузьмін (Дортмунд технологічний університет)
- Курс: чисельні методи диференціальних рівнянь з частинними похідними для наукових працівників та інженерів [Архівовано 2 травня 2017 у Wayback Machine.], відкритий доступ лекції та коди для чисельного рівняння в приватних похідних, включаючи сучасний вигляд Стисливого ЦФО
- Рідина для моделювання для відеоігор [Архівовано 25 червня 2017 у Wayback Machine.], серії більше десятка статей, що описують чисельні методи для моделювання рідин